# Belényesi Miklós
Belényesi Miklós (Margitta, 1983. május 15. –) romániai magyar labdarúgó, a Balmazújvárosi FC csatára.

## Pályafutása
Belényesi Miklós a romániai Margittán született, majd 2001-ben került a Debreceni VSC-hez. Egy évig az utánpótláscsapatban kapott lehetőséget, majd a 2002-2003-as szezonban bemutatkozott a magyar élvonalban. A DVSC-ben összesen hat bajnokit játszott, kölcsönben megfordult a Dunaújváros és a Diósgyőr csapatában. A dunaújvárosi csapatban harminc tétmérkőzésen háromszor volt eredményes, 2006 nyarán pedig a Paksi FC szerződtette. Két évig szerepelt Pakson, ahol 35 bajnokin hatszor volt eredményes. 2008 nyarán a Nyíregyháza igazolta le, de ott fél év után felbontották a szerződését. Ezt követően megfordult a Szolnoki MÁV FC-ben és Ausztriában, majd a Balmazújváros játékosa lett. A 2016-17-es NB II-es szezon végén története első élvonalbeli szerepléséhez segítette a csapatot.